# Kanok Koryangphueak
Kanok Koryangphueak (thailändisch กนก เกาะยางเผือก; * 25. September 1989 in Sakaeo) ist ein thailändischer Fußballspieler.

## Karriere
Kanok Koryangphueak spielte von 2013 bis 2014 bei den Drittligisten Bangkok Christian College FC und Ubon United. 2015 wechselte er zu Army United. Der Verein aus Bangkok spielte in der ersten Liga des Landes, der Thai Premier League. Ende 2016 stieg er mit dem Club in die zweite Liga ab. In seinem ersten Jahr kam er in der ersten Liga nicht zum Einsatz. 2016 absolvierte er für die Army 15 Erstligaspiele. Bis Ende 2019 stand er bei der Army unter Vertrag. Die Rückserie 2019 wurde er an den Ligakonkurrenten Kasetsart FC ausgeliehen. Für den Club aus der Hauptstadt absolvierte er sieben Spiele in der Thai League 2. Nachdem die Army Ende 2019 bekannt gab, dass man sich aus der Liga zurückzieht verließ er den Verein und schloss sich dem Zweitligisten MOF Customs United FC an. an. Für die Customs absolvierte er 28 Zweitligaspiele. Im Juli 2021 wechselte er nach Loei, wo er sich dem Drittligisten Muang Loei United FC anschloss. Zur Rückrunde 2021/22 wechselte er im Januar zu seinem ehemaligen Verein Customs United. Für den Hauptstadtverein kam er siebenmal in der zweiten Liga zum Einsatz. Im August 2022 verpflichtete ihn der ebenfalls in der zweiten Liga spielende Kasetsart FC. Hier kam er jedoch nicht zum Einsatz. Im Sommer 2023 wurde sein Vertrag nicht verlängert. Im Sommer 2024 nahm ihn sein ehemaliger Verein, TOKO Customs United FC, der mittlerweile in die dritte Liga abgestiegen war, unter Vertrag.